# Ocymyrmex sphinx
Ocymyrmex sphinx är en myrart som beskrevs av Bolton 1981. Ocymyrmex sphinx ingår i släktet Ocymyrmex och familjen myror. Inga underarter finns listade i Catalogue of Life.